# Julien Moineau
Julien Moineau (Clichy, 27 novembre 1903 – La Teste-de-Buch, 14 maggio 1980) è stato un ciclista su strada francese.
Professionista dal 1927 al 1937, era soprannominato Piaf (Passerotto), vinse la Parigi-Tours nel 1932 e tre tappe al Tour de France. Anche suo figlio Alain Moineau fu un ciclista professionista.

## Carriera
Corridore competitivo sia nelle corse a tappe che in quelle in linea fu in queste ultime che ottenne i suoi principali risultati. Oltre alla già menzionata Parigi-Tours del 1932, Moineau ottenne numerose vittorie nelle corse in linea francesi degli anni venti e trenta, in particolar modo Paris-Limoges che vinse per tre volte (1930, 1932, 1933), Bordeaux-Parigi in cui fu quarto nel 1933, terzo nel 1934 e secondo nel 1935, e proprio la Parigi-Tours dove fu anche settimo nel 1929 e 1930. Inoltre colse il secondo posto nel Circuit de Paris nel 1929 e alla Parigi-Caen del 1932, e il terzo nel Critérium des As, tutte corse considerate all'epoca delle vere e proprie classiche, e la vittoria nel Grand Prix Wolber nel 1927 che si tenne a squadre.
Nei Grandi Giri vinse tre tappe al Tour de France, che corse per cinque volte, portandolo a termine quattro e ottenendo il miglior piazzamento nel 1927 quando chiuse ottavo, mentre al Giro d'Italia, corso solo una volta nel 1932, non ottenne alcun risultato significativo. Colse anche un sesto posto alla Vuelta al País Vasco nel 1930, quando ottenne anche due terzi posti, nella prima e nella seconda tappa.

## Palmarès
- 1927

Circuit de Bourgogne
Critérium National du Printemps
Circuit de Bourgogne
Paris-Le Havre
- 1928

14ª tappa Tour de France
- 1929

Circuit de la Mayenne
8ª tappa Tour de France
- 1930

Paris-Limoges
Circuit de Forez
Circuit du Bassin d'Arcachon
- 1931

D'Arcachon-Biarritz
- 1932

Parigi-Tours
Paris-Limoges
Challenge Sedis
- 1933

Paris-Limoges
Grand Prix des Station Thermales du Cominges
- 1935

17ª tappa Tour de France

### Altri successi
- 1927

Grand Prix Wolber
- 1931

Criterium di Lomagne

## Piazzamenti

### Grandi Giri
- Giro d'Italia

1932: 43º
- Tour de France

1927: 8º
1928: 17º
1929: ritirato
1932: 25º
1935: 30º

### Classiche monumento
- Parigi-Roubaix

1929: 6º